# Glossaire de géographie
- Haut – A
- B
- C
- D
- E
- F
- G
- H
- I
- J
- K
- L
- M
- N
- O
- P
- Q
- R
- S
- T
- U
- V
- W
- X
- Y
- Z

## A
- Abysse : plaine sous-marine dont la profondeur est généralement comprise entre 5 000 et 6 000 mètres par rapport au niveau de la mer.
- Adret : par opposition à l'ubac, versant d'une vallée le plus exposé au soleil.
- Affluent : cours d'eau se jetant dans un autre cours d'eau, au niveau d'un point de confluence.
- Âge glaciaire : période historique s'étalant sur des milliers d'années et au cours de laquelle la température moyenne mondiale chute, provoquant un bouleversement des écosystèmes et une avancée des glaces à la surface de la Terre.
- Alluvions : boues, sables et graviers déposés par un cours d'eau.
- Alpin : relatif aux Alpes et, par extension, aux hautes montagnes.
- Altitude : élévation verticale d'un point ou d'un lieu par rapport au niveau de la mer.
- Amont : endroit situé plus haut en altitude par rapport à un lieu de référence.
- Anastomose : connexion entre deux bras d'un même cours d'eau.
- Anse (en géographie) : petite baie, souvent à contours arrondis.
- Antarctique : par opposition à l'Arctique, région de la Terre située autour du pôle Sud. Par extension, ce nom désigne aussi le continent Antarctique.
- Anthropique, anthropisé, anthropisation : se dit d'un milieu modifié par l'homme. C'est le cas des villes mais aussi des campagnes ou des forêts soumises à la sylviculture.
- Antipodes : lieu géographique situé à l'intersection de la surface de la Terre et d'une ligne imaginaire partant d'un lieu choisi comme référence et passant par le centre de la Terre.
- Aquifère : formation géologique rocheuse soit poreuse, fissurée ou perméable, contenant de l'eau mobilisable ou circulant librement.
- Arc volcanique : ensemble de volcans s'alignant plus ou moins selon une courbe.
- Arche naturelle (ou pont naturel) : formation géologique constituée d'une arche rocheuse, creusée naturellement par l'érosion.
- Archipel : ensemble d'îles plus ou moins éloignées et regroupées sous le même ensemble géographique.
- Arctique : région de la Terre située autour du pôle Nord. Par extension, ce nom désigne aussi l'océan Arctique.
- Arroyo : cours d’eau et plus particulièrement un ruisseau temporaire qui se remplit lorsqu’il pleut. Analogie : oued.
- Atmosphère terrestre : enveloppe gazeuse entourant la Terre.
- Atoll : formation géologique composée d'une barrière de corail partiellement ou totalement immergée et grossièrement circulaire entourant un lagon.
- Aval : endroit situé plus bas en altitude par rapport à un lieu de référence.
- Aven : formation karstique se présentant sous la forme d'un gouffre.

## B
- Badlands (mot d'origine anglaise signifiant « mauvaises terres ») : paysage ruiniforme des terrains marneux ou argileux, raviné par les eaux de ruissellement.
- Baie : échancrure du littoral, moins grande que le golfe et moins profonde que la rade. En général, un ou plusieurs fleuves se jettent dans une baie.
- Banc de sable : étendue de sable ou de vase, formée sur un haut-fond ou dans le lit d'un cours d'eau, et située au-dessus de l'eau ou à faible profondeur sous la surface.
- Banquise : couche de glace qui se forme à la surface d'une étendue d'eau par solidification des premières couches d'eau, généralement la mer mais aussi les lacs et les rivières.
- Barkhane : dune en forme de croissant allongé dans le sens du vent.
- Barrage : formation géologique composée de roche, de terre et/ou de lave ou infrastructure humaine entravant le lit d'un cours d'eau et créant un lac en amont.
- Barre : banc de sable résultant de l'accumulation d'alluvions ; de position variable dans le temps, elle est présente à l'embouchure des fleuves, elle lève la mer et rend difficile l'entrée du fleuve ; par extension on appelle aussi barre le mouvement de la mer qui se produit parallèlement à la côte en raison de la remontée des fonds.
- Bassin endoréique : région où l'écoulement des eaux (superficielles ou non) n'atteint pas la mer et se perd dans des dépressions fermées.
- Bassin sédimentaire : dépression relative de la croûte terrestre située sur un continent émergé, un plateau continental, ou encore dans un océan, qui recueille des quantités relativement importantes de matériaux sédimentaires qui, par diagenèse, se transforment ensuite progressivement en couches stratifiées de roches sédimentaires.
- Bassin versant : se dit à propos d'un cours d'eau en considérant l'ensemble des vallées qui l'alimentent, y compris la sienne.
- Bathymétrie : science de la mesure des profondeurs et du relief de l'océan pour déterminer la topographie du sol de la mer.
- Bayou : étendue d'eau, en Louisiane, formée par les anciens bras et méandres du fleuve Mississippi.
- Benthos : ensemble des organismes aquatiques vivant à proximité du fond des mers et océans, des lacs et cours d'eau.
- Bief (selon le contexte) :
  - section d'un canal de navigation délimitée par deux écluses,
  - section d'un cours d'eau située entre deux chutes,
  - terme aussi employé dans le sens de canal d'irrigation, de dérivation ou d'amenée.
- Biocénose (en biogéographie et écologie) : ensemble des êtres vivants coexistant dans un espace défini (le biotope) ainsi que leur organisation et leur richesse spécifique.
- Biomasse (écologie) : masse totale des organismes vivants mesurée dans une population, une aire ou une autre unité.
- Biome (en biogéographie et écologie) (macroécosystème, aire biotique, écozone ou écorégion) : ensemble d'écosystèmes caractéristique d'une aire biogéographique et nommé à partir de la végétation et des espèces animales qui y prédominent et y sont adaptées.
- Biosphère : ensemble des écosystèmes de la Terre présents dans la lithosphère, l'hydrosphère, l'atmosphère, et même la cryosphère, incluant tous les organismes vivants et leur milieu évolutif.
- Biote (en biogéographie et écologie) : ensemble des organismes vivants (flore, faune et champignons ainsi que les micro-organismes tels que bactéries, levures, microchampignons, etc.) présents dans un habitat (naturel, semi-naturel) ou biotope particulier, ou un lieu ou une région précise.
- Biotope (en biogéographie et écologie) : type de lieu de vie défini par des caractéristiques physiques et chimiques déterminées, relativement uniformes.
- Bois : petite étendue couverte d'arbres.
- Bloc erratique : masse rocheuse de taille relativement importante, située de façon isolée, ayant été déplacée par un glacier, parfois sur de grandes distances.
- Bocage : région rurale où les champs cultivés et les prés sont enclos par des levées de terre ou talus portant des haies et taillis, et des alignements plus ou moins continus d'arbres et arbustes.
- Brousse : végétation typique des régions tropicales à climat sec, essentiellement composée de formations arbustives et herbacées ; par métonymie la brousse désigne la région elle-même, contrée sauvage en zone tropicale et à l'écart de la civilisation, couverte de végétation arbustive et herbacée.
- Butte : petite colline. (Aux États-Unis et Canada une Butte signifie une colline isolée, aux flancs abrupts et au sommet plat.)
- Butte-témoin : banc rocheux résistant qui, au sein d'un bassin sédimentaire, a été isolé par l'érosion des couches de roches plus tendres qui autrefois l'entouraient.

## C
- Caldeira : vaste dépression ceinturée par une falaise circulaire ou elliptique, située au centre de certaines grandes formations volcaniques, résultant d'une éruption qui vide la chambre magmatique sous-jacente et entraîne l'effondrement du toit de celle-ci.
- Calotte glaciaire : glacier de grandes dimensions, mais d'une superficie n'excédant pas 50 000 km2, dont les caractéristiques le rapprochent des inlandsis.
- Canal (ou bras de mer) : zone de mer qui est entourée de terres relativement rapprochées, sur au moins deux de ses côtés.
- Canyon : vallée encaissée et étroite aux parois verticales taillées, le plus souvent, dans des assises calcaires en relief karstique.
- Cap : avancée du littoral dans une étendue d'eau.
- Cataracte : chute d'eau importante (d'un fleuve par exemple).
- Caye (key en anglais, cayo en espagnol) : petite île basse principalement composée de sable et de corail.
- Cendres volcaniques : fines particules de roches et de minéraux, inférieures à deux millimètres de diamètre, qui sont éjectées d'un volcan.
- Cénote : gouffres ou avens ou dolines d'effondrement, en milieu karstique, totalement ou partiellement remplis d'une couche superficielle d'eau douce et parfois d'une couche inférieure d'eau de mer s'ils communiquent avec l'océan par des failles ou autres conduits.
- Cercle polaire : les deux cercles polaires sont les parallèles des régions polaires au-delà desquels il existe au moins une journée où le Soleil ne se lève pas en hiver, et ne se couche pas en été.
- Cercle antarctique : le plus méridional des cinq parallèles principaux indiqués sur les cartes terrestres, marquant la limite nord du jour polaire lors du solstice de décembre et de la nuit polaire lors du solstice de juin.
- Cercle arctique : le plus septentrional des cinq parallèles principaux indiqués sur les cartes terrestres, marquant la limite sud du jour polaire lors du solstice de juin et de la nuit polaire lors du solstice de décembre.
- Chaîne : alignement de montagnes plus ou moins rectiligne et composé d'un ou plusieurs massifs montagneux.
- Cheminée de fée (hoodoo) : grande colonne naturelle faite de roches friables, le plus souvent sédimentaires, et dont le sommet est constitué d'une roche plus résistante à l'érosion.
- Chenal : dans un contexte marin, un chenal maritime désigne la voie d'accès à un port ou à une zone de mouillage dans lequel un navire disposera de la plus grande profondeur d'eau sous la quille, lui permettant de progresser en toute sécurité. Dans un fleuve, les chenaux servent à écouler les eaux encombrées d'alluvions : ils entourent par exemple des bancs de sable ou de graviers.
- Chott : étendue d'eau, en Afrique du Nord, salée, permanente, aux rivages changeants, située dans les régions semi-arides.
- Chute d'eau (ou cascade) : interruption du flot d'un cours d'eau par un dénivelé important entraînant sa chute.
- Cirque (en géomorphologie) : enceinte naturelle à parois abruptes, de forme circulaire ou semi-circulaire, formée par une dépression d'origine glaciaire ou volcanique, ou encore formée par l'érosion karstique.
- Cluse : relief jurassien représenté par une vallée coupant un mont perpendiculairement. Une cluse est souvent encadrée de falaises et se présente sous la forme de gorges.
- Col : passage le plus bas en altitude d'une ligne de crête constituant un passage entre deux vallée souvent emprunté par une route ou un sentier.
- Colline : relief généralement modéré et relativement peu étendu qui s'élève distinctement au-dessus d'une plaine ou d'un plateau.
- Combe : relief jurassien représenté par une vallée entaillant le sommet d'un mont dans le sens de la longueur.
- Cône volcanique : structure en forme de montagne ou de colline formée par l'empilement de téphras et pyroclastes au cours de l'éruption d'un volcan.
- Confluent : lieu où se rejoignent deux cours d'eau ou plus.
- Continent : grande masse de terres émergées constituées de socles granitiques et partiellement recouverts de roches sédimentaires et volcaniques.
- Contrefort (géographie) : chaîne de montagnes qui s'étend le long d'un massif montagneux plus élevé.
- Corail : espèce animale de petite taille qui constitue des colonies dont les squelettes forment des structures calcaires pouvant donner naissance à des barrières de corail ou des atolls.
- Cordillère : chaîne de montagnes allongée et étroite résultant de la subduction d'une plaque océanique sous une plaque continentale.
- Cordon littoral : bande de terre composée de matériaux alluvionnaires déposés par des courants marins en avant des côtes et plus ou moins parallèlement à celles-ci.
- Côte : en géographie, une côte est un littoral.
- Courant : masse d'eau se déplaçant dans une direction privilégiée.
- Cours d'eau : chenal superficiel ou souterrain dans lequel s'écoule un flux d'eau continu, discontinu ou temporaire.
- Cours d'eau en tresses :  cours d'eau présentant de nombreuses chenaux instables, formant des divisions ou connexions entre ces bras, dits anastomoses.
- Cratère : dépression généralement circulaire, à la surface de la terre ou enfouie. Un cratère peut être d'origine naturelle ou humaine.
Un cratère d'impact est la trace de la chute d'un corps céleste.
Un cratère volcanique est creusé une éruption volcanique.
Un cratère de subsidence se forme à la suite d'un effondrement d'origine souterraine (érosion, mine, explosion).
- Crêt : terme utilisé dans les reliefs de plissement pour désigner les corniches rocheuses situées en bordure des combes anticlinales.
- Crête (ou arête) : ligne de points hauts d'un relief séparant deux versants opposés.
- Crevasse : ouverture naturelle dans un glacier due aux mouvements de ceux-ci qui se cassent en s'adaptant à la pente, lorsque cette dernière devient importante.
- Crique : très petite baie.
- Croupe : relief arrondi, à formes douces, un peu allongé.
- Crue : augmentation du débit et du niveau d'un cours d'eau, qui provoque un débordement de son lit mineur et une inondation de zones au-delà des rives.
- Cryosol : sol particulier des régions froides, composé en profondeur d'une partie en permanence gelée, appelée le pergélisol et à la surface d'une partie, appelée mollisol, qui se dégèle pendant une durée de l'année.
- Cryosphère : ensemble des portions de la surface de la Terre où l'eau est présente à l'état solide.
- Cuesta (relief de cuesta ou relief de côtes) : forme du relief dissymétrique constituée d’un côté par un talus à profil concave (le front), en pente raide et, de l’autre, par un plateau doucement incliné en sens inverse (le revers).

## D
- Décrue : baisse du niveau d'un cours d’eau qui était en crue, jusqu'au retour de l'écoulement dans le lit mineur du cours d'eau.
- Défluent : cours d'eau né d'une diffluence d'un cours d'eau principal en un bras qui s'en éloigne et ne le rejoint pas en aval.
- Delta : embouchure d'un cours d'eau, généralement dans une mer fermée ou protégée du grand large, présentant une sédimentation des matériaux à l'origine d'une ramification des voies d'eau qui se divisent et s'anastomosent.
- Dépression : creux topographique. Le terme est générique et est utilisé à des échelles très variables, depuis des cuvettes topographiques de quelques mètres de diamètre jusqu'à de grands ensembles structuraux à l'échelle continentale.
- Désert : région terrestre où les précipitations annuelles sont inférieures à 200 mm et/où le sol est plus ou moins impropre à l'établissement de la vie et présentant un appauvrissement plus ou moins marqué de la biomasse ou du nombre d'espèces.
- Désert de sel (ou salar en Amérique du Sud) : lac plus ou moins temporaire et aux rives changeantes dont les sédiments sont essentiellement constitués par des sels (chlorures, sulfates, nitrates, borates, etc).
- Détroit : passage maritime ou lacustre resserré entre deux terres émergées.
- Diffluence (hydrologie) : division d'un cours d'eau en deux ou plusieurs bras qui ne se rejoignent pas en aval.
- Digue : talus de terre et/ou de pierre, généralement d'origine humaine, protégeant une zone d'une inondation ou d'un risque d'inondation maritime, lacustre ou fluvial.
- Doline : petite dépression circulaire formée par affaissement ou effondrement secondairement à l'érosion des calcaires en contexte karstique.
- Drumlin : colline d'origine glaciaire.
- Dune : masse de sable accumulée et mue par le vent, présente sur les littoraux et/ou dans les zones désertiques.

## E
- Éboulis (ou clapier) : accumulation de roches éboulées à la base de pentes montagneuses.
- Échelle de Beaufort : échelle de mesure de la force du vent à la hauteur de 10 m au-dessus d'un terrain plat et découvert.
- Écliptique : grand cercle représentant la projection sur la sphère céleste, d'un point de vue géocentrique, de la trajectoire annuelle apparente du Soleil vue de la Terre.
- Écologie : science ayant pour objet les relations des êtres vivants (animaux, végétaux, micro-organismes) avec leur environnement, ainsi qu'avec les autres êtres vivants.
- Écosystème (en biogéographie et écologie) : ensemble formé par une association ou communauté d'êtres vivants (la biocénose), et son environnement biologique, géologique, édaphique, hydrologique, climatique, etc. (le biotope).
- Embouchure : zone où un cours d'eau se déverse dans un océan, une mer ou un lac sous la forme d'un estuaire, d'un delta ou d'une cascade.
- Émissaire (ou exutoire) : cours d'eau qui constitue le déversoir, naturel ou non, d'un plan d'eau.
- Équateur : ligne imaginaire tracée autour d'une planète, à mi-chemin des pôles. L'équateur marque la séparation entre l'hémisphère nord et l'hémisphère sud. La latitude de l'équateur est zéro degré par définition. Il s'agit également d'un grand cercle, le seul parallèle qui soit dans ce cas.
- Équinoxe : instant de l'année où le Soleil, dans sa trajectoire apparente, traverse le plan équatorial terrestre et change d'hémisphère céleste, cette journée là se partageant en égale durée de jour et de nuit.
- Erg : région désertique présentant un regroupement de dunes correspondant à une zone d'accumulation éolienne des matériaux.
- Érosion : ensemble des phénomènes physiques, chimiques ou physico-chimiques provoquant la désagrégation, la dissolution, la fragmentation et la mobilisation de la partie superficielle de la croûte terrestre.
- Escarpement : versant en pente raide d'une montagne, ou paroi verticale d'une falaise.
- Esker : formation glaciaire se présentant sous la forme d'une butte allongée.
- Estran (ou zone de marnage) : partie du littoral située entre les limites extrêmes des plus hautes et des plus basses marées.
- Estuaire : embouchure d'un cours d'eau, généralement dans un océan ou une mer ouverte, présentant une évacuation des sédiments au large par les courants marins à l'origine d'un élargissement progressif de la largeur du cours d'eau dont les eaux deviennent saumâtres.
- Étang : étendue d'eau stagnante, peu profonde, de surface relativement petite (mais plus grande qu'une mare), résultant de l'imperméabilité du sol.
- Étier : canal d'amenée qui alimente en eau de mer les marais salants.
- Exsurgence : source dont l'eau provient d'un réseau hydrogéologique endogène d'un massif, généralement karstique.

## F
- Falaise : escarpement rocheux en pente forte, dépourvu de végétation, créé par l'érosion du littoral.
- Fjord : vallée glaciaire envahie par les eaux marines, s'enfonçant parfois à des kilomètres dans les terres et présentant des parois très abruptes.
- Fleuve : cours d'eau se jetant dans un océan ou une mer.
- Floe : fragment de glace de mer en forme de radeau plat, de 20 mètres ou plus d’extension horizontale, moins épais que la banquise à proprement parler.
- Flux : expression d'une circulation entre lieux sur une infrastructure, impliquant un déplacement généré par les différences entre ces lieux.
- Forêt : grande étendue couverte d'arbres.
- Fosse océanique : dépression sous-marine profonde, plus ou moins longue et étroite, présente dans les zones de subduction.

## G
- Géodésie : science étudiant la forme et les dimensions de la Terre.
- Géographie : étude de la surface de la Terre.
- Géographie humaine : étude spatiale des activités humaines à la surface du globe, donc l'étude de l'écoumène, c'est-à-dire des régions habitées par l'homme. La géographie humaine comprend de nombreuses spécialités : la géographie de la population, la géographie rurale, la géographie urbaine, la géographie sociale, la géographie économique, la géographie politique, la géographie culturelle, la géographie religieuse.
- Géographie physique (ou géographie des milieux) : branche de la géographie qui décrit la surface de la Terre, sans s'intéresser directement aux activités humaines. La géographie physique comprend plusieurs disciplines telles que : la géomorphologie, la climatologie, l'hydrologie, l'océanographie, la glaciologie, la pédologie, la paléogéographie, la biogéographie.
- Géophysique : étude des caractéristiques physiques de la Terre, ou d'autres planètes, utilisant des techniques de mesures indirectes (gravimétrie, géomagnétisme, sismologie, radar géologique, résistivité apparente, etc.)
- Géosphère (Terre) : ensemble des parties minérales et non vivantes de la Terre, comprenant la lithosphère, l'hydrosphère, l'atmosphère, et la cryosphère.
- Geyser : structure géologique composée d'un réseau de galeries souterraines remplies d'eau chauffée par du magma et pouvant former par intermittence un jet d'eau et de vapeur jaillissant parfois à plusieurs mètres de hauteur.
- Gisement : en topographie, l'angle que fait une direction avec l'axe des ordonnées du système de projection utilisé.
- Glaciation : période glaciaire, c'est-à-dire à la fois une phase paléoclimatique froide et une période géologique de la Terre durant laquelle une part importante des continents est englacée.
- Glacier : masse de glace formée par le compactage de couches de neige et s'écoulant sous l'effet de la gravité ou de son propre poids vers des zones plus basses en altitude.
- Glacis (géomorphologie) : surface de terrain inclinée que l'on rencontre essentiellement dans les régions de piémonts et en bas des buttes.
- Glacis continental : zone sous-marine de la plaine abyssale, bombée et formée de sédiments, située au pied du talus continental.
- Globe terrestre : espace géométrique défini par la planète Terre. Par métonymie, un globe terrestre désigne un type de globe planétaire, représentation sphérique à échelle très réduite, figurant la Terre.
- Golfe : partie de grande étendue d'une mer ou d'un océan s'avançant dans les terres.
- Gorge : passage encaissé entre deux reliefs résultant de l'érosion hydraulique sur tout type de roche mais préférentiellement sur la roche sédimentaire.
- Gouffre : cavité profonde s'ouvrant dans le sol, fréquente en milieu karstique.
- Grotte (géomorphologie) : cavité souterraine naturelle comportant au moins une partie horizontale accessible au niveau du sol.
- Grotte marine (ou grotte littorale) : cavité naturelle dans la structure rocheuse littorale, dont la formation résulte essentiellement de l'érosion par l'action des vagues de la mer.
- Gué : zone peu profonde d'un cours d'eau permettant de la traverser à pieds.
- Gyre océanique : gigantesque tourbillon d'eau océanique formé d'un ensemble de courants marins.

## H
- Hamada (géographie) : plateau rocailleux surélevé des zones désertiques.
- Haut-fond : relief sous-marin où la profondeur de l'eau est faible par rapport à celle des points avoisinants, résultant en une zone dangereuse pour la navigation.
- Hémisphère : une des deux zones en forme de demi-sphère situées au nord ou au sud de l'équateur.
- Houle : ensemble d'ondes maritimes superficielles formées par l'action du vent à la surface de l'eau.
- Hydrographie : étude et description des cours d'eau et des étendues d'eau (océans, mers, lacs, etc.) qu'on peut observer à la surface de la Terre.
- Hydrosphère : ensemble des zones de la Terre où l'eau est présente.

## I
- Iceberg : masse de glace détachée d'un glacier, d'une calotte glaciaire ou d'un inlandsis et flottant à la surface de l'eau (lac, mer, océan).
- Île : masse de terre émergée détachée d'un continent.
- Île barrière : formation géologique côtière consistant en une ou plusieurs longues îles étroites et parallèles aux côtes.
- Île fluviale : masse de terre émergée au sein de larges cours d'eau.
- Île volcanique : île formée par les éruptions successives d'un volcan, permettant à son sommet d'émerger au-dessus du niveau de la mer.
- Inlandsis (ou calotte polaire) : glacier de très grande étendue se présentant sous la forme d'une nappe de glace recouvrant la terre ferme et pouvant atteindre plusieurs milliers de mètres d'épaisseur.
- Inselberg : relief (colline ou petite montagne) isolé qui domine significativement une plaine ou un plateau subhorizontal.
- Irrigation : opération consistant à apporter artificiellement de l’eau à des végétaux cultivés pour en augmenter la production, et permettre leur développement normal en cas de déficit d'eau induit par un déficit pluviométrique, un drainage excessif ou une baisse de nappe, en particulier dans les zones arides.
- Isthme : bande de terre plus ou moins étroite reliant deux terres (continent, île) et délimitant deux océans, deux mers ou deux golfes.

## J
- Jungle : type de végétation caractéristique de l’Inde, une formation herbacée comptant une proportion irrégulière d'arbres.
- Jusant : terme maritime qualifiant la période pendant laquelle la marée est descendante ; synonyme de reflux.

## K
- Kame : formation fluvio-glaciaire sous forme d'une colline irrégulière composée de sable et de gravier.
- Karst : structure géomorphologique résultant de l'érosion hydrochimique et hydraulique de formations de roches carbonatées, principalement de formations calcaires.
- Kettle : formation glaciaire en forme de dépression dans des dépôts glaciaires, plus ou moins circulaire et parfois remplie d'eau.

## L
- Lac : masse d'eau douce, saumâtre ou salée, alimentée par des cours d'eau ou non et présente à l'intérieur des terres, généralement à une altitude supérieure au niveau des océans.
- Lac de cratère : lac formé dans un cratère volcanique, une caldeira ou un maar.
- Lac de lave : masse de lave, généralement basaltique, maintenue fluide par sa température élevée et le brassage provoqué par la remontée continue de gaz volcaniques, et située dans le cratère d'un volcan.
- Lac endoréique : lac permanent ou saisonnier formé dans un bassin endoréique.
- Lac salé : grande étendue d'eau salée entourée par des terres.
- Lagon : étendue d'eau isolée en totalité ou en partie du large par un récif corallien pouvant former un atoll.
- Lagune : partie d'une mer ou d'un océan séparée de cette mer ou de cet océan par un cordon littoral.
- Lahar : coulée boueuse d’origine volcanique, principalement formée d’eau, de cendres volcaniques et de téphras.
- Lame de fond : vague de grande intensité qui s'élève brusquement du fond de la mer.
- Lande : association de plantes qui dépassent rarement le stade d'arbustes et poussant sur des milieux pauvres, souvent acides et oligotrophes.
- Lapiaz (ou lapié) : formation géologique de surface dans les roches calcaires et dolomitiques, constituée de réseaux de fissures créées par le ruissellement des eaux de pluie ou par la cryoclastie.
- Latitude : valeur angulaire, expression de la position d'un point sur Terre (ou sur une autre planète), au nord ou au sud de l'équateur qui est le plan de référence.
- Lavaka : excavations grossièrement ovoïdes aux parois très abruptes, façonnées dans les altérites de roches cristallines et métamorphiques par des eaux de ruissellement et des sous-écoulements.
- Lave : roche en fusion, plus ou moins fluide, émise par un volcan lors d’une éruption, résultant du dégazage total ou partiel et de la dépressurisation totale ou partielle d'un magma.
- Lignite : roche sédimentaire composée de restes fossiles de plantes. C'est une roche intermédiaire entre la tourbe et la houille.
- Littoral : bande de terre constituant la zone comprise entre une étendue maritime et la terre ferme, le continent, ou l'arrière-pays.
- Loch : étendue d'eau pouvant désigner, dans les îles Britanniques et en Bretagne, tout autant un lac, un bras de mer semblable à un fjord, un estuaire ou une baie.
- Longitude : valeur angulaire, expression du positionnement est-ouest d'un point sur Terre (ou sur une autre planète). La longitude de référence est le méridien de Greenwich.

## M
- Maar : cratère volcanique d'explosion, parfois rempli par un lac ou envahi par la mer.
- Magnitude d'un séisme : représentation logarithmique de l'énergie libérée par un séisme .
- Maillage : ensemble des filets situant les lieux dans les mailles de l’appropriation et de la gestion du territoire, et principe de partition opératoire et socialisé de l’espace (cf. Brunet et al., 1992)
- Mamelon : colline aux formes douces et arrondies, non allongée (sinon c'est une croupe).
- Mangrove : écosystème de marais maritime incluant un groupement spécifique de végétaux principalement ligneux, ne se développant que dans la zone de balancement des marées appelée estran des côtes basses des régions tropicales.
- Mappa mundi : cartes représentant le monde au Moyen-Âge
- Marais : type de formation paysagère, au relief peu accidenté, où le sol est recouvert, en permanence ou par intermittence, d'une couche d'eau stagnante, en général peu profonde, et couvert de végétations.
- Marais maritime (ou marais littoral, ou marais salé) : terres basses de faible pente soumises au balancement des marées.
- Marais salant : ensemble de bassins de faible profondeur destinés à la récolte de sel, obtenu par évaporation de l'eau de mer, sous l'action combinée du soleil et du vent.
- Mare : étendue d'eau de faibles surface et profondeur, dépourvue d'exutoire.
- Marée : mouvement montant (flux ou flot) puis descendant (reflux ou jusant) des eaux des mers et des océans, causé par l'effet conjugué des forces de gravitation de la Lune et du Soleil.
- Marne : une roche sédimentaire, mélange de calcite (CaCO3) et d'argile dans des proportions à peu près équivalentes variant de 35 % à 65 %
- Mascaret : vague remontant l'embouchure d'un cours d'eau parfois sur des kilomètres à l'intérieur des terres et provoquée par la rencontre de la marée montante avec l'embouchure du cours d'eau.
- Massif : ensemble de montagnes présentant une certaine unité géographique ou géologique et pouvant faire partie d'une chaîne de montagnes.
- Méandre : dans une plaine, partie d'un cours d'eau dont le tracé forme une boucle plus ou moins resserrée.
- Mer (en géographie) : une grande étendue d’eau salée, ou l'ensemble des grandes étendues d'eau salée couvrant la majeure partie de la surface du globe.
- Mer fermée : mer ne communiquant avec aucune autre mer ou océan.
- Méridien : demi-grand cercle imaginaire tracé sur le globe terrestre reliant les pôles géographiques.
- Méridien origine (ou premier méridien) : méridien correspondant à 0° de longitude, reconnu universellement comme étant le méridien de Greenwich.
- Mesa : haut plateau tabulaire à l'aspect d'une butte à sommet plat et aux versants abrupts, généralement formé par l'érosion différentielle et des mouvements tectoniques, mettant en évidence une ancienne coulée de lave.
- Mollisol : partie d'un cryosol qui, contrairement au pergélisol, gèle en hiver et dégèle en été
- Monde (univers) : espace défini par des caractéristiques physiques, cartographiques et sociales.
- Montagne : relief élevé aux versants raides, formé par l'action ascensionnelle sur la croûte terrestre de forces tectoniques de compression, ou par l'accumulation de roche volcanique, et appartenant le plus souvent à un ensemble (massif ou chaîne).
- Moraine : masse de matériaux détritiques de taille variée transportés et/ou mis en place par un glacier et se présentant sous la forme d'un talus ou d'une colline de forme allongée.
- Motu : îlot de sable corallien sur la couronne récifale d'un atoll ou à l'arrière d'un récif barrière d'île volcanique.

## N
- Nappe phréatique : partie du sol, saturée en eau, que l'on rencontre à faible profondeur.
- Neck : relief en forme de pointe de grande dimension correspondant à une ancienne cheminée volcanique dégagée par l'érosion de son cône environnant.
- Névé : masse de neige persistante de haute montagne lorsque celle-ci n'a pas la masse suffisante pour se transformer en glace ou de basse montagne lorsqu'elle est suffisamment protégée pour ne pas fondre en totalité d'un hiver à l'autre.
- Niveau de la mer : hauteur moyenne de la surface de la mer, par rapport à un niveau de référence suffisamment stable.

## O
- Oasis : regroupement localisé de végétation dans un désert, signe que de l'eau est présente et relativement accessible.
- Océan : vaste étendue d'eau salée.
- Océanographie : étude des océans et des mers de la Terre.
- Oued : cours d'eau temporaire des régions désertiques et semi-désertiques alimenté par des pluies rares mais soudaines et puissantes. Analogie : arroyo.

## P
- Pampa : milieu naturel qui forme un biome du type prairies, savanes et brousses tempérées. C'est une plaine fertile recouverte d'herbe et dépourvue d’arbres.
- Parallèle : cercle imaginaire reliant tous les lieux situés sur une même latitude.
- Pénéplaine (presque plaine) : large étendue avec de faibles dénivellations, qui résulte d'une longue érosion et de la coalescence des bassins hydrographiques.
- Péninsule : partie d'une terre émergée s'avançant dans une mer, un océan ou un lac.
- Pergélisol (permagel, permafrost en anglais) : partie d'un cryosol gelé en permanence, au moins pendant deux ans, et de ce fait imperméable.
- Perte (hydrologie) : lieu et phénomène de la disparition totale ou partielle d'un cours d'eau par infiltration dans le sol ou chute dans un gouffre, survenant en région karstique.
- Piémont (en géographie) : vaste plaine située aux pieds d'un massif montagneux, formée de la coalescence des cônes de déjection des différents cours d'eau qui descendent des montagnes.
- Pingo : colline de glace recouverte de terre, en forme de cône, qui se rencontre dans les régions arctiques, subarctiques et antarctiques.
- Plage : bande de terre sur le bord de mer, sur la rive d'un cours d'eau ou d'un lac, constituée de l'accumulation de matériaux de taille variée allant des sables fins aux galets et aux blocs.
- Plaine : forme particulière de relief, espace géographique caractérisé par une surface topographique plane, avec des pentes relativement faibles. La plaine se trouve à basse altitude, les vallées y sont donc moins encaissées que sur un plateau. Une plaine est dominée par les reliefs environnants.
- Plaine abyssale : partie plate de la zone abyssale (« grands fonds marins ») océanique (en général entre 5 000 et 6 000 mètres).
- Plaine alluviale : étendue aplanie par comblement sédimentaire issu du dépôt d'alluvions lors de crues d'un cours d'eau.
- Planisphère (cartographie) : projection plane des deux hémisphères du globe terrestre.
- Plaque tectonique : les plaques tectoniques sont des fragments de la lithosphère qui résultent de son découpage à la manière d'un puzzle par un système de failles, de dorsales, de rifts et de fosses de subduction.
- Plateau : région relativement plate encadrée en partie ou en totalité par des vallées encaissées.
- Plateau continental : prolongement du continent sous la surface de l'océan.
- Plateforme : région continentale constituée d'une couverture sédimentaire (strates relativement plates ou légèrement inclinées) et d'un socle très ancien de roches métamorphiques ou ignées.
- Platier (ou plateforme d'abrasion marine) : surface plane à légèrement inclinée vers la mer, taillée par les vagues dans une roche présentant un minimum de résistance et se terminant en haut de l'estran sur un escarpement de falaise littorale plus ou moins bien prononcée.
- Point cardinal : un des quatre points de référence géographiques (les quatre points cardinaux : nord, est, sud et ouest) correspondant aux principales directions d'une boussole.
- Point culminant : endroit de la surface terrestre dont l'altitude est la plus élevée selon une zone géographique (continent, île, massif, etc.) ou une entité administrative (pays, état, département, etc.) donnée.
- Polder : région située sous le niveau de la mer et gagnée sur celle-ci par la construction de digues et l'assèchement des terres.
- Pôle d'inaccessibilité : concept désignant le point d'éloignement maximal relativement à un ensemble donné de caractéristiques géographiques.
- Pôle géographique : un des deux points d'intersection de l'axe de rotation de la Terre avec la surface terrestre, où les méridiens se rejoignent (pôle Nord et pôle Sud).
- Pôle magnétique : chacun des deux points de « convergence » des lignes de champ magnétique de la Terre correspondant au pôle nord magnétique et au pôle sud magnétique, par analogie aux pôles géographiques.
- Ponor : élément du relief karstique. C'est un orifice naturel situé au fond d'un poljé par lequel une eau de surface disparaît (cours d'eau ou eau de pluie) et devient souterraine.
- Prairie : écorégion (ou biome) pouvant prendre le nom de steppe, pampa ou veld selon l'endroit où elle se localise.
- Presqu'île : partie d'une terre émergée s'avançant dans une mer, un océan ou un lac jusqu'à n'être reliée à la terre que par un isthme.
- Province (en géographie humaine) : division administrative ou subdivision territoriale d'un pays.
Province géologique : grande région continentale qui possède ses propres caractéristiques géologiques la distinguant des régions adjacentes, tel bassin sédimentaire, bouclier, craton, province magmatique, orogène, plateforme, plateau continental.

## R
- Rade : plan d'eau marine enclavé ayant une ouverture vers la mer, appelée goulet, plus étroite que n'en a une baie ou un golfe.
- Rapide : portion de cours d'eau où le flux est accéléré par une forte déclivité.
- Ravin : petite vallée constituée d'une dépression allongée, profonde et généralement étroite, de forme plus encaissée qu'une simple vallée mais moins qu'une gorge, et issue de l'érosion par un cours d'eau.
- Raz-de-marée : voir Tsunami.
- Récif : masse de rochers située à fleur d'eau et présentant un risque pour la navigation.
- Reg : désert de pierres dont la surface caillouteuse est débarrassée des éléments fins par le vent (déflation éolienne).
- Région : la dénomination région peut désigner : une zone géographique relativement étendue d'un pays ou d'un continent.
- Relief : forme de la surface de la Terre (landform en anglais).
- Ressac : retour violent des vagues sur elles-mêmes lorsqu'elles se brisent contre un obstacle.
- Résurgence : exsurgence alimentée par au moins un cours d'eau de surface identifié dont une partie ou la totalité s'infiltre dans le sous-sol par une ou plusieurs pertes.
- Ria : vallée de fleuve envahie par la mer.
- Ripisylve : formations boisées, buissonnantes et herbacées présentes sur les rives d'un cours d'eau, d'une rivière ou d'un fleuve.
- Rivière : cours d'eau se jetant dans un fleuve ou une autre rivière.
- Rose des vents : figure indiquant les points cardinaux (nord, sud, est, ouest) et les points intermédiaires, jusqu’à 32 directions.
- Ruisseau : petit cours d'eau peu profond, au débit modéré (jusqu'à 2 m3/s), alimenté par des sources d'eaux naturelles et/ou drainant un bassin versant, souvent affluent d'un étang, d'un lac ou d'une rivière.

## S
- Sandur : plaine de piémont formée par les alluvions glaciaires charriées et déposées par les eaux de fonte de glaciers.
- Savane : formation végétale dominée par les plantes herbacées, propre aux régions chaudes à longue saison sèche.
- Schorre (ou prés salés) : étendue naturelle plane à végétation basse, située dans la partie supérieure de l'estran qui est inondée par les eaux salées uniquement lors des hautes marées, formant la frange haute des marais maritimes en amont de la zone de vasière littorale.
- Sebkha : dépression à fond plat des régions désertiques chaudes, généralement inondable, lacustre ou plus ou moins séparée d'un milieu marin, où les sols salés limitent la végétation.
- Séisme : secousse de la croûte terrestre provoquée par un relâchement brutal des contraintes telluriques accumulées durant des années et à l'origine de destructions et de changements du paysage à la surface terrestre.
- Sérac : bloc de glace de grande taille en partie désolidarisé d'un glacier au niveau d'un verrou glaciaire.
- Sierra (mot espagnol) : chaîne de montagnes.
- Slikke : vasière littorale des régions tempérées située dans la partie basse de l'estran qui est inondée à chaque marée.
- Sol : représentation de la couche superficielle et meuble de la croûte terrestre, résultant de la transformation de la roche mère enrichie par des apports organiques. On différencie le sol de la croûte terrestre par la présence de vie.
- Solstice : événement astronomique qui se produit lorsque la position apparente du Soleil vu de la Terre atteint son extrême méridional ou septentrional en fonction du plan de l'équateur céleste ou terrestre.
- Sommet : point le plus élevé d'une colline ou d'une montagne.
- Source : une eau qui sort naturellement de terre, ou par métonymie le point où cette eau jaillit donnant le plus souvent naissance à un cours d'eau.
- Sphaigne : genre de mousses bryophytes à l'origine de la formation des tourbières.
- Stack : modelé littoral se présentant sous la forme d'un pilier, une aiguille ou un pinacle de pierre détaché du littoral par l'érosion et pouvant former ou non une île.
- Stalactite : spéléothème (concrétion) qui se forme à la voûte des grottes et souterrains par la chute lente et continue d'eaux calcaires.
- Stalagmite : spéléothème (concrétion) qui se forme sur le sol des grottes et souterrains par la chute lente et continue d'eaux calcaires.
- Steppe : paysage herbeux des régions tempérées au climat semi-aride.
- Stratigraphie : la stratigraphie est une discipline des sciences de la Terre qui étudie la succession des différentes couches géologiques ou strates.
- Stratovolcan : volcan dont la structure est constituée de l'accumulation de coulées de lave, de tephras et/ou de pyroclastites au cours des différents stades éruptifs.

## T
- Taïga : écosystème terrestre du climat arctique composé principalement de conifères.
- Talus : un talus est un terrain en forte pente qui limite une plaine, un glacis, un plateau, une terrasse, un fossé ou une tranchée.
- Talus continental (ou zone bathyale) : zone sous-marine, en pente, qui assure la liaison entre le plateau continental et la plaine abyssale.
- Talweg (ou thalweg) : ligne qui rejoint les points les plus bas d'une vallée, ou la ligne qui rejoint les points les plus bas du lit d'un cours d'eau.
- Tanne (ou tann) : partie d’un marais maritime la moins fréquemment submergée et aux sols généralement sursalés, nus ou peu végétalisés, se développant aux dépens d'une mangrove.
- Terrasse marine : plateforme ou  platier rocheux fossile.
- Terre : la troisième planète du Système solaire par ordre de distance croissante au Soleil.
- Tombolo : cordon littoral de sédiments reliant deux étendues terrestres.
- Topographie : art de la mesure puis de la représentation sur un plan ou une carte des formes et détails visibles sur le terrain, qu'ils soient naturels, notamment le relief, ou artificiels (comme les bâtiments, les routes, etc.).
- Torrent : cours d'eau élémentaire de montagne caractérisé par une forte pente et un débit irrégulier.
- Toundra : écosystème terrestre du climat arctique, situé au nord de la taïga, composé principalement de mousses et de lichens.
- Tourbière : écosystème aquatique du climat arctique ou montagnard composé d'un plan d'eau plus ou moins envahi par des espèces aquatiques acidifiantes qui ralentissent ou stoppent la décomposition végétale.
- Tremblement de terre : voir Séisme.
- Tropique : zone géographique, climatique ou humaine définie par certaines caractéristiques propres aux régions comprises entre les parallèles Tropique du Cancer et Tropique du Capricorne.
- Trou bleu (géologie) : excavation sous-marine, soit grotte ou doline ou cénote immergées, d'apparence généralement circulaire, dont la couleur bleu foncé contraste avec le bleu plus clair environnant.
- Trou souffleur littoral (ou geyser maritime) : orifice au sol, en bordure de mer, où de l'eau est projetée en hauteur par suite des mouvements de flux et de reflux de la mer dans une galerie souterraine dont la forme permet de comprimer de l'air à son extrémité.
- Tunnel de lave : cavité en forme de galerie formée par une ancienne coulée volcanique.
- Tsunami : vague ou ensemble de vagues à l'amplitude anormalement élevée, créée par un phénomène singulier (séisme, glissement de terrain, éruption volcanique, etc.) affectant une masse d'eau mise alors en mouvement et pouvant provoquer d'importants dégâts à sa rencontre avec des terres émergées.
- Tuya : montagne d'origine volcanique formée au cours d'éruptions sous-glaciaires et caractérisée par un sommet plat, des pentes très raides et une forme grossièrement cylindrique.

## U
- Ubac : par opposition à l'adret, versant d'une vallée le moins exposé au soleil.

## V
- Vague : onde aquatique formée pour le vent et/ou l'interaction de courants entre eux ou avec des obstacles (rivages, rochers, etc.).
- Vallée : dépression géographique encadrée par deux lignes de crêtes et dont le fond correspond à un thalweg.
- Vasière : étendue littorale émergée ou sous-marine, des mers ou des estuaires, constituée de matériaux sédimentés fins non sableux.
- Veld : paysage de la campagne en Afrique du Sud, caractérisé par de larges étendues au relief peu marqué, couvertes d'herbe et d'arbustes, correspondant à une écorégion (biome) de prairie.
- Volcan : relief se présentant généralement sous la forme d'une montagne et étant formé par l'accumulation de matériaux issus du manteau terrestre.

## Z
- Zone abyssale : zone correspondant (en bathymétrie) au plancher océanique (plaine abyssale).
- Zone bathyale : zone correspondant (en bathymétrie) aux talus continentaux.
- Zone de marnage (zone intertidale) : zone correspondant à l'estran, soit la partie du littoral située entre les limites extrêmes des plus hautes et des plus basses marées.
- Zone démersale : zone correspondant à l'eau proche des côtes ou des fonds qu'ils soient marins ou d'eau douce.
- Zone hadale (ou zone hadopélagique) : zone correspondant (en bathymétrie) aux fosses océaniques de subduction.
- Zone humide : région, littorale ou continentale, transitionnelle entre l'environnement aquatique et l'environnement terrestre, où l'eau (douce, salée ou saumâtre) est le principal facteur d'influence de son écosystème.
- Zone littorale : zone correspondant (en bathymétrie) aux plateaux continentaux.
- Zone néritique : partie de l'océan qui s'étend à partir du niveau de la marée basse jusqu'au bord du plateau continental, avec des eaux de faible profondeur, jusqu'à 200 m.
- Zone pélagique : partie des lacs, des mers ou océans comprenant la colonne d'eau, c'est-à-dire les parties autres que les côtes ou le fond marin (la plaine abyssale).
- Zone photique (zone épipélagique) : zone aquatique comprise entre la surface et la profondeur maximale d’un océan, d'une mer ou d’un lac où la lumière est suffisante pour permettre la photosynthèse.
- Zone riparienne : zone plus ou moins large longeant un cours d'eau et recouverte de végétation appelée ripisylve, forêt galerie ou bande enherbée selon la nature de celle-ci.